# Music & Opera
 (novembre 2024).
Si vous disposez d'ouvrages ou d'articles de référence ou si vous connaissez des sites web de qualité traitant du thème abordé ici, merci de compléter l'article en donnant les références utiles à sa vérifiabilité et en les liant à la section « Notes et références ».
 (novembre 2024).
Music & Opera est une agence de réservation de billets d'opéras, ballets, concerts et festivals classiques, et aussi une agence de voyage pour des séjours musicaux.
Il édite Musique & Opéra autour du monde, une brochure bilingue (en français et en anglais) publiée chaque année depuis 1996,,,. Il regroupe les programmes de salles, d'orchestres, de maisons d'opéras et de compagnies de danse : des opéras, des ballets, des concerts et des récitals.
Un magazine complète le guide en présentant les programmes, les temps forts et les festivals.
Le site music-opera.com présente des spectacles dans des théâtres et festivals, ainsi que « L'agenda des artistes », une sélection des temps forts de la saison et des festivals. Il permet aussi de réserver des places de spectacle. Enfin, le site a aussi une rubrique « Voyages » qui sert d'agence de voyage pour des séjours « au rythme des temps forts des saisons lyriques et musicales ».